# Lost Highway (альбом)
Lost Highway — десятый студийный альбом американской рок-группы Bon Jovi, выпущенный 19 июня 2007 года на Island Records. Продюсерами альбома выступили Джон Шэнкс и Данн Хафф.

## История
Альбом записан под влиянием успеха кантри-версии сингла 2006 года «Who Says You Can’t Go Home», исполненного в дуэте с Дженнифер Неттлз, который достиг № 1 в США в мае 2006 года. В альбом вошли ещё две песни, записанные в сотрудничестве с другими артистами, а именно, «We Got It Going On» с участием Big & Rich и сингла «Till We Ain’t Strangers Anymore» с участием Лиэнн Раймс.
Заглавный трек «Lost Highway» — это песня, в которой рассказывается о новом и неизвестном месте, о существовании которого никто не знает. Группа взяла название у звукозаписывающего лейбла Lost Highway Records в Нэшвилле, созданного Люком Льюисом.
Альбом дебютировал на № 1 в Billboard 200 и в 2008 году был номинирован на Грэмми в категории Best Pop Vocal Album.

## Критический приём
| Совокупная оценка    | Совокупная оценка |
| Источник             | Оценка            |
| -------------------- | ----------------- |
| Metacritic           | (64/100)          |
| Оценки критиков      |                   |
| Источник             | Оценка            |
| AllMusic             | [ 3 ]             |
| BBC                  | (positive)        |
| Blender              | [ 5 ]             |
| Entertainment Weekly | B−                |
| The New York Times   | (positive)        |
| NOW                  | [ 8 ]             |
| Rolling Stone        | [ 9 ]             |
| Yahoo! Music UK      | [ 10 ]            |

Альбом получил положительные отзывы музыкальных критиков и интернет-изданий:
AllMusic, BBC, Blender, Entertainment Weekly, The New York Times.
На агрегаторе Metacritic, который присваивает рейтинг на основе рецензий критиков, альбом получил оценку в 64 из 100 баллов, на основе 12 рецензий. Стивен Томас Эрлевайн из AllMusic поставил альбому 3 звезды из 5, заявив: «У Bon Jovi есть чутье, они знают, как найти золотую середину между обыденным и мелодичным». Хелен Грум из BBC положительно отозвались об альбоме, заявив, что «Lost Highway не потерял ни одного из громких припевов, которые сделали Bon Jovi одной из крупнейших стадионных рок-групп в мире». Эван Дэвис из журнала NOW присвоил альбому рейтинг NNN, заявив, что «у Bon Jovi все ещё есть серьёзный талант давать своим фанатам именно то, что они хотят». Роб Шеффилд из Rolling Stone дал альбому 3 звезды из 5, заявив, что «Lost Highway приближается к Нэшвиллу так же проницательно, как „It’s My Life“ пробежал по Стокгольму семь лет назад».

## Чарты
| Чарт (2007)              | Высшая позиция |
| ------------------------ | -------------- |
| Argentine Albums Chart   | 3              |
| Australian Albums Chart  | 2              |
| Austrian Albums Chart    | 1              |
| Canadian Albums Chart    | 1              |
| Danish Albums Chart      | 1              |
| Dutch Albums Chart       | 1              |
| European Albums Chart    | 1              |
| Finnish Albums Chart     | 3              |
| German Albums Chart      | 1              |
| Japanese Albums Chart    | 1              |
| New Zealand Albums Chart | 2              |
| Thailand Albums Chart    | 1              |
| UK Albums Chart          | 2              |
| Spanish Albums Chart     | 2              |
| Swedish Albums Chart     | 4              |
| Swiss Albums Chart       | 1              |
| U.S. Billboard 200       | 1              |
| U.S. Rock albums         | 1              |
| U.S. Digital Albums      | 1              |
| U.S. Tastemaker Albums   | 2              |

## Сертификации
| Регион | Сертификация  | Продажи    |
| --- | ------------- | ---------- |
| Австралия (ARIA) | Золотой       | 35 000^    |
| Австрия (IFPI Austria)                                                                                                   | 2× Платиновый | 40 000*    |
| Канада (Music Canada) | 3× Платиновый | 300 000^   |
| Дания (IFPI Danmark) | Золотой       | 15 000^    |
| Германия (BVMI) | Платиновый    | 200 000^   |
| Венгрия (Mahasz) | Золотой       | 3000^      |
| Ирландия (IRMA) | Золотой       | 7500^      |
| Япония (RIAJ) | Золотой       | 100 000^   |
| Новая Зеландия (RMNZ) | Золотой       | 7500^      |
| Россия (NFPF) | Золотой       | 10 000*    |
| Испания (PROMUSICAE) | Золотой       | 40 000^    |
| Швейцария (IFPI Switzerland)                                                                                             | Платиновый    | 30 000^    |
| Великобритания (BPI) | Золотой       | 100 000^   |
| США (RIAA) | Платиновый    | 1 000 000^ |
| * Данные о продажах приведены только на основе сертификации. ^ Данные о тиражах приведены только на основе сертификации. |               |            |